# Onymocoris stysi
Onymocoris stysi är en insektsart som beskrevs av Cassis, Schuh och Harry Brailovsky 1999. Onymocoris stysi ingår i släktet Onymocoris och familjen Thaumastocoridae. Inga underarter finns listade i Catalogue of Life.